# Eugène Chaboud
Eugène Chaboud (n. 12 aprilie 1907, Lyon - d. 28 decembrie 1983, Montfermeil, Seine-Saint-Denis) a fost un pilot francez de Formula 1 care a evoluat în Campionatul Mondial între anii 1950 și 1951.
1. 1 2 3 4  Fichier des personnes décédées mirror, accesat în 21 mai 2021